# 李福
李 福（り ふく）は、中国の後漢末期、及び三国時代の蜀漢の政治家。字は孫徳。本貫は益州梓潼郡涪県。父は李権。子は李驤。

## 生涯
李氏は涪県の大姓（豪族）の一つ。父の李権は臨邛県長を務めていたが、初平2年（191年）に劉焉によって殺害された。
劉備が益州を平定すると、李福はその下で書佐・西充国県長・成都県令を歴任する。
劉禅の時代に当たる建興年間に巴西太守、さらに後に李豊の後任として江州都督・揚武将軍に移る。入朝すると尚書僕射となり、平陽亭侯に封じられた。
建興12年（234年）、五丈原の戦いの最中、丞相の諸葛亮が武功の地で危篤に陥る。李福は諸葛亮の下へ、国家の大計を諮問する使者として派遣された。諸葛亮は自身の後任として蔣琬を推し、またその後任には費禕を推した。李福がさらにその後任はと尋ねると、諸葛亮は答えなかった。李福は帰還すると、使者としての役目を果たしたとして称揚された。
延熙元年（238年）、蔣琬が漢中郡に出征すると、李福は前監軍・大将軍司馬として付き従ったが、まもなく死去した。
楊戯の『季漢輔臣賛』、陳寿の『益部耆旧雑記』、常璩の『華陽国志』のいずれでも、「果鋭」な人物として称えられている。